# Robin Ammerlaan
Robin Lucien Ammerlaan (* 26. Februar 1968 in Den Haag) ist ein niederländischer Rollstuhltennisspieler.

## Karriere
Er war nicht von Geburt an auf den Rollstuhl angewiesen, sondern bekam erst in seiner späten Jugend immer mehr Probleme mit dem Gehen aufgrund von Spina bifida. Seit 1998 spielt er Rollstuhltennis auf professioneller Ebene. Im Jahre 2002 stieg er das erste Mal zur Nummer eins in der Weltrangliste auf. Das Gleiche schaffte er 2004 auch im Doppel. Schließlich wurde er Ende 2006 Weltmeister (der am Ende des Jahres in der Rangliste Führende erhält automatisch diesen Titel).

## Erfolge
- Sommer-Paralympics 2000 in Sydney: Gold im Doppel mit Rick Molier
- Sommer-Paralympics 2004 in Athen: Gold im Einzel
- Sommer-Paralympics 2008 in Peking: Silber im Einzel
- Sommer-Paralympics 2012 in London: Vierter im Doppel.
- Wheelchair Tennis Masters: 1999, 2000, 2003, 2005, 2006, 2007
- vielfacher Gewinner von Turnieren der Rollstuhltennis-Tour: z. B. Flandern Open 8 ×, Amsterdam Open, Wheelchair International Sydney und Tjechie Open je 5 ×.